# キャンヒロユキ
キャン ヒロユキ（本名：喜屋武 浩行、1974年1月9日 - ）は、日本の放送作家・脚本家・パーソナリティ・タレントである。
かつてはお笑いタレントとしても活動していた。

## 人物
沖縄県沖縄市出身。昭和薬科大学附属中学校・高等学校、琉球大学理学部数学科卒業。大学在学中の1996年、演芸集団FECに入団。放送作家としてテレビ・ラジオ構成に携わり、琉球新報のコラム執筆。
1998年、RBCラジオ主催「第1回ラジオCMグランプリ」大賞。
1999年4月（株）吉本興業養成所東京NSCに5期生として入学。コンビ「水色桔梗」を組み、人力舎とのお笑い対抗戦「Σ…シグマ」に、在学200組を勝ち抜いて出演。7組のトリをつとめた。同期にピース、三瓶、平成ノブシコブシ、大西ライオン、5GAPら。
卒業後は東京NSCで講師アシスタントとして芸人の育成に携わる。
2003年帰沖し沖縄で活動開始、よしもと沖縄エンターテイメントカレッジで芸人コース講師、県内お笑い事務所（FECオフィス、オリジンコーポレーション）で定期ライブのネタ見せ・ネタ指導なども行っている。

## 担当番組

### テレビ

#### 琉球朝日放送
- 『ゲラ×ゲラ流』（企画・構成）

#### 沖縄テレビ
- 『ひーぷー☆ホップ』
- 『ゆがふぅふぅ』（『GONGON』脚本）

#### 琉球放送
- 『××パイなぽー！』
- 『沖縄オバァ烈伝』（脚本）
- 『オキナワノコワイハナシ』（脚本）

### ラジオ

#### ニッポン放送
- 『椎名誠的ラジオ　地球の歩き方』（企画・構成・演出）

#### FM沖縄
- 『椎名誠のじゅねーラヂオ』（企画・構成・演出）
- 『ガレッジセール・川ちゃんのちゃーあしびーRADIO！』（構成）
- 『ドラマ　美ら玉浪漫紀行』（脚本）
- 『ドラマ　ありんくりん物語』（脚本）

#### 琉球放送
- 『木下教授のサタデーナイトゼミナール』（構成・出演）

#### ラジオ沖縄
- 『夏目ナナのレインボーナイト』（企画・構成）

#### タイフーンfm
- 『ベンビー・キャンヒロユキのオリジンアワー』（構成・出演）

他多数。

### ユーストリーム配信
- 『真栄平商店』（出演）

## ライブ
- 『琉球笑軍リューキーズ Vol.1』（構成・ユニットコント脚本）
- 『琉球笑軍リューキーズ Vol.2』（構成・脚本・演出・コーナー企画）
- 『琉球笑軍リューキーズ Vol.3』（構成・脚本・演出・コーナー企画）
- 『琉球笑軍リューキーズ Vol.4』（構成・脚本・演出・コーナー企画）
- 『藤木勇人 ひとり芝居』
- 『パッション屋良単独ライブ』（演出）